# 阜龙乡
阜龙乡，是中华人民共和国海南省白沙黎族自治县下辖的一个乡镇级行政单位。

## 行政区划
阜龙乡下辖以下地区：
可任村、那查村、新村和天堂村。